# Пашинін Олег Олексійович
Олег Олексійович Пашинін (рос. Олег Алексеевич Пашинин, нар. 12 вересня 1974, Дегтянка, Тамбовська область) — колишній узбецький та російський футболіст, що грав на позиції захисника. Виступав за національну збірну Узбекистану. По завершенні ігрової кар'єри — тренер.

## Клубна кар'єра
У дорослому футболі дебютував 1992 року виступами за команду клубу «Локомотив» (Москва), в якій провів вісім сезонів, взявши участь у 72 матчах чемпіонату.
2001 року на правах оренди захищав кольори команди клубу «Санфрече Хіросіма».
Завершив професійну кар'єру футболіста виступами за «Локомотив» 2007 року.

## Виступи за збірну
2001 року дебютував в офіційних матчах у складі національної збірної Узбекистану. Протягом кар'єри у національній команді, яка тривала 5 років, провів у формі головної команди країни 12 матчів.

## Тренерська кар'єра
Працював тренером футбольного клубу «Локомотив-2», що виступав у зоні «Захід» Другого дивізіону. 2 червня 2009 року офіційно покинув пост тренера «Локомотива-2» і перейшов в штаб основної команди Юрія Сьоміна як тренер з фізпідготовки. 12 грудня 2010 року в Москві закінчив 240-годинне навчання у ВШТ на тренерських курсах і отримав ліцензію «Pro». 2011 року призначений старшим помічником головного тренера «Локомотива-2» Євгенія Харлачова.
2013 року було оголошено, що він стане одним з помічників Юрія Красножана, який очолив грозненський «Терек».
У травні 2014 року став головним тренером «Хіміка» з Дзержинська, але вже в кінці червня покинув команду з особистих причин.
1 вересня 2014 року Олег Пашинін став одним з асистентів головного тренера молодіжної команди «Локомотива» Дениса Клюєва.
З червня 2015 увійшов в тренерський штаб головної команди. 10 серпня 2016 року, після відставки Ігоря Черевченко з поста головного тренера «Локомотива», Олег Пашинін призначений виконуючим обов'язки наставника «залізничників», пробувши на посаді до 26 серпня, коли головним тренером знову став Юрій Сьомін.

## Досягнення
- Чемпіон Росії: 2002, 2004
- Срібний призер чемпіонату Росії: 1995, 1999, 2000, 2001[9]
- Бронзовий призер чемпіонату Росії: 1994, 2005, 2006
- Володар Кубку Росії: 1996–97, 1999–2000, 2000–01[10]
- Фіналіст Кубка Росії: 1997–98
- Володар Суперкубка Росії: 2003, 2005
- Півфіналіст Кубка Кубків УЄФА: 1997/98, 1998/99